# Heilig Kruiskerk (Willebroek)
De Heilig Kruiskerk is een voormalige parochiekerk in de Antwerpse plaats Willebroek, gelegen aan de Kapelstraat 8.
De parochie maakte aanvankelijk gebruik van een voorlopige kapel, die echter begin jaren '60 van de 20e eeuw door brand werd verwoest.
De kerk werd gebouwd in 1965-1968 naar ontwerp van Marc Dessauvage. Deze zaalkerk was gebouwd in baksteen en beton. Het was een lage kerk met plat dak en zonder toren, waarin 500 kerkgangers plaats konden nemen.
Ten gevolge van ontkerkelijking en de fusie van de Willebroekse parochies werd de kerk onttrokken aan de eredienst. Gedurende het tweede decennium van de 21e eeuw heeft de kerk jarenlang leeggestaan waarna hij herontwikkeld werd. Er werden appartementen in de voormalige kerk gebouwd en het gebouw werd van een extra verdieping voorzien. Het geheel werd onderdeel van een groter woningcomplex.